# Luís Muriçoca
Luís Alves de Assis ou Luís  Muriçoca (Salvador, 1920 – 2002  ), babalorixá do candomblé, conhecido por seu conhecimento da tradição do Terreiro do Gantois. Sua casa, Ilê Axê Ibá Ogun, está localizada em Vasco da Gama, Salvador, Bahia. É mais conhecido como Luís da Muriçoca porque seu terreiro localiza-se no Vale da Muriçoca, Salvador. É filho de Virgílio Alves de Assis, que também era do candomblé.
- Participou no filme Tenda dos Milagres de Nelson Pereira dos Santos, baseado no romance homónimo de Jorge Amado, onde fez o papel do babalorixá Procópio d'Ogum,[3] e gravou alguns álbuns com cantigas de candomblé.
- Em 20 de junho de 1994 no Jornal Bahia Hoje, Walter Pontes escreveu uma matéria sobre o risco de deslisamento de uma encosta nos fundos do terreiro Ilê Axé Ibá Ogum fundado a mais de um século no Vale da Muriçoca em virtude das chuvas. Conta que o babalorixá Luís da Muriçoca com 75 anos, mora no terreiro com sua mulher e sete filhos. Amigo íntimo de Jorge Amado há cerca de 20 anos, que foi citado em vários de seus lívros, chegou a receber uma carta de recomendação de Jorge endereçada a prefeita Lídice da Mata, "ela mandou dizer que viria aqui falar comigo pessoalmente, mas até agora só recebi promessas"  reclama, "sofro de pressão e não tenho tido descanso" disse pai Luís ao reporter.[4]